# Gran Premio di superbike di Sepang 2014
Il Gran Premio di superbike di Sepang 2014 è stato la sesta prova del mondiale superbike del 2014, nello stesso fine settimana si è corso il sesto gran premio stagionale del mondiale supersport del 2014.
Per la prima volta nella storia del mondiale Superbike si corre un GP a Sepang. In passato si era già corso in Malaysia, nel 1990 e 1991 a Shah Alam, nel 1992 e 1993 a Johor.
Marco Melandri vince entrambe le gare del mondiale Superbike, con Michael van der Mark che vince quella del mondiale supersport.

## Superbike

### Gara 1
Fonte
Vittoria nella prima gara per Marco Melandri, che ottiene così la prima affermazione alla guida della Aprilia RSV4 Factory, che corrisponde anche alla sua personale quattordicesima vittoria in carriera nel mondiale Superbike. Alle spalle di Melandri si posiziona il compagno di squadra, Sylvain Guintoli, cha consente al team Aprilia Racing di ottenere una doppietta. Completa il podio Eugene Laverty, terzo con la Suzuki GSX-R1000 del team Voltcom Crescent Suzuki.
Ritirato al primo giro il capo-classifica di campionato Tom Sykes, coinvolto suo malgrado in una caduta dal compagno di squadra Loris Baz.
Nono in gara e primo dei piloti della classe EVO è il pilota spagnolo David Salom con la Kawasaki ZX-10R.

#### Arrivati al traguardo
| Pos. | Nº | Pilota               | Squadra                      | Motocicletta           | Giri | Tempo     | Griglia | Punti |
| ---- | -- | -------------------- | ---------------------------- | ---------------------- | ---- | --------- | ------- | ----- |
| 1º   | 33 | Marco Melandri       | Aprilia Racing               | Aprilia RSV4 Factory   | 16   | 33'42.359 | 5º      | 25    |
| 2º   | 50 | Sylvain Guintoli     | Aprilia Racing               | Aprilia RSV4 Factory   | 16   | +0.620    | 1º      | 20    |
| 3º   | 58 | Eugene Laverty       | Voltcom Crescent Suzuki      | Suzuki GSX-R1000       | 16   | +12.865   | 7º      | 16    |
| 4º   | 7  | Chaz Davies          | Ducati Superbike             | Ducati 1199 Panigale R | 16   | +15.437   | 8º      | 13    |
| 5º   | 24 | Toni Elías           | Red Devils Roma              | Aprilia RSV4 Factory   | 16   | +15.723   | 4º      | 11    |
| 6º   | 65 | Jonathan Rea         | Pata Honda                   | Honda CBR1000RR        | 16   | +31.304   | 10º     | 10    |
| 7º   | 91 | Leon Haslam          | Pata Honda                   | Honda CBR1000RR        | 16   | +34.093   | 11º     | 9     |
| 8º   | 34 | Davide Giugliano     | Ducati Superbike             | Ducati 1199 Panigale R | 16   | +35.804   | 3º      | 8     |
| 9º   | 44 | David Salom          | Kawasaki Racing              | Kawasaki ZX-10R EVO    | 16   | +42.031   | 12º     | 7     |
| 10º  | 19 | Leon Camier          | BMW Motorrad Italia          | BMW S1000 RR EVO       | 16   | +49.465   | 16º     | 6     |
| 11º  | 11 | Jérémy Guarnoni      | MRS Kawasaki                 | Kawasaki ZX-10R EVO    | 16   | +53.715   | 20º     | 5     |
| 12º  | 21 | Alessandro Andreozzi | Team Pedercini               | Kawasaki ZX-10R EVO    | 16   | +1:07.783 | 21º     | 4     |
| 13º  | 67 | Bryan Staring        | Iron Brain Grillini Kawasaki | Kawasaki ZX-10R EVO    | 16   | +1:10.746 | 23º     | 3     |
| 14º  | 10 | Imre Tóth            | BMW Team Toth                | BMW S1000 RR           | 16   | +1:18.143 | 24º     | 2     |
| 15º  | 98 | Romain Lanusse       | Team Pedercini               | Kawasaki ZX-10R EVO    | 16   | +1:21.026 | 22º     | 1     |
| 16º  | 20 | Aaron Yates          | Hero EBR                     | EBR 1190 RX            | 16   | +1:49.054 | 27º     |       |

#### Ritirati
| Nº | Pilota          | Squadra                      | Motocicletta               | Giri | Griglia |
| -- | --------------- | ---------------------------- | -------------------------- | ---- | ------- |
| 59 | Niccolò Canepa  | Althea Racing                | Ducati 1199 Panigale R EVO | 13   | 13º     |
| 32 | Sheridan Morais | Iron Brain Grillini Kawasaki | Kawasaki ZX-10R EVO        | 7    | 17º     |
| 56 | Péter Sebestyén | BMW Team Toth                | BMW S1000 RR EVO           | 6    | 25º     |
| 71 | Claudio Corti   | MV Agusta RC-Yakhnich M.     | MV Agusta F4 RR            | 6    | 14º     |
| 9  | Fabien Foret    | Mahi Racing Team India       | Kawasaki ZX-10R EVO        | 4    | 19º     |
| 22 | Alex Lowes      | Voltcom Crescent Suzuki      | Suzuki GSX-R1000           | 0    | 9º      |
| 76 | Loris Baz       | Kawasaki Racing              | Kawasaki ZX-10R            | 0    | 6º      |
| 1  | Tom Sykes       | Kawasaki Racing              | Kawasaki ZX-10R            | 0    | 2º      |

#### Non partito
| Nº | Pilota    | Squadra  | Motocicletta | Griglia |
| -- | --------- | -------- | ------------ | ------- |
| 99 | Geoff May | Hero EBR | EBR 1190 RX  | 26º     |

#### Fuori classifica
La Bimota BB3, motocicletta portata in gara dal team Bimota Alstare, partecipa al campionato anche se non ha ancora ottenuto l'omologazione da parte della FIM, pertanto i piazzamenti dei due piloti non vengono considerati, quindi non gli vengono assegnati punti per le classifiche mondiali.
| Nº | Pilota          | Squadra        | Motocicletta   | Giri | Tempo    | Griglia |
| -- | --------------- | -------------- | -------------- | ---- | -------- | ------- |
| 86 | Ayrton Badovini | Bimota Alstare | Bimota BB3 EVO | 16   | +55.683  | 18º     |
| 2  | Christian Iddon | Bimota Alstare | Bimota BB3 EVO | 8    | Ritirato | 15º     |

### Gara 2
Fonte
Le prime due posizioni in gara 2 ricalcano lo stesso risultato di gara 1, con Marco Melandri che taglia per primo il traguardo ed il compagno di squadra Sylvain Guintoli al secondo posto. In una corsa ridotta a soli dieci giri, a causa dell'olio in pista lasciato dalla MV Agusta F4 RR di Claudio Corti, Melandri realizza la sua seconda vittoria di giornata, quindicesima affermazione in carriera nel mondiale Superbike, con Tom Sykes che arriva sul terzo gradino del podio con la Kawasaki ZX-10R del team Kawasaki Racing.
Primo tra i piloti con motocicletta con specifiche EVO risulta Leon Camier, che con la BMW S1000 RR del team BMW Motorrad Italia si classifica dodicesimo nel computo totale della gara.
Al termine delle due gare di questa prova malese, Sykes mantiene il primo posto nel campionato piloti con 201 punti, con Guintoli al secondo posto che riduce le distanze a soli 13 punti e Jonathan Rea al terzo posto con 179 punti (meno 22 punti dal vertice mondiale).

#### Arrivati al traguardo
| Pos. | Nº | Pilota           | Squadra                      | Motocicletta               | Giri | Tempo     | Griglia | Punti |
| ---- | -- | ---------------- | ---------------------------- | -------------------------- | ---- | --------- | ------- | ----- |
| 1º   | 33 | Marco Melandri   | Aprilia Racing               | Aprilia RSV4 Factory       | 10   | 21'00.424 | 5º      | 25    |
| 2º   | 50 | Sylvain Guintoli | Aprilia Racing               | Aprilia RSV4 Factory       | 10   | +0.166    | 1º      | 20    |
| 3º   | 1  | Tom Sykes        | Kawasaki Racing              | Kawasaki ZX-10R            | 10   | +2.689    | 2º      | 16    |
| 4º   | 24 | Toni Elías       | Red Devils Roma              | Aprilia RSV4 Factory       | 10   | +5.386    | 4º      | 13    |
| 5º   | 76 | Loris Baz        | Kawasaki Racing              | Kawasaki ZX-10R            | 10   | +5.514    | 6º      | 11    |
| 6º   | 65 | Jonathan Rea     | Pata Honda                   | Honda CBR1000RR            | 10   | +7.073    | 10º     | 10    |
| 7º   | 58 | Eugene Laverty   | Voltcom Crescent Suzuki      | Suzuki GSX-R1000           | 10   | +7.476    | 7º      | 9     |
| 8º   | 7  | Chaz Davies      | Ducati Superbike             | Ducati 1199 Panigale R     | 10   | +11.057   | 8º      | 8     |
| 9º   | 22 | Alex Lowes       | Voltcom Crescent Suzuki      | Suzuki GSX-R1000           | 10   | +15.866   | 9º      | 7     |
| 10º  | 34 | Davide Giugliano | Ducati Superbike             | Ducati 1199 Panigale R     | 10   | +16.206   | 3º      | 6     |
| 11º  | 91 | Leon Haslam      | Pata Honda                   | Honda CBR1000RR            | 10   | +16.488   | 11º     | 5     |
| 12º  | 19 | Leon Camier      | BMW Motorrad Italia          | BMW S1000 RR EVO           | 10   | +23.820   | 16º     | 4     |
| 13º  | 44 | David Salom      | Kawasaki Racing              | Kawasaki ZX-10R EVO        | 10   | +30.653   | 12º     | 3     |
| 14º  | 11 | Jérémy Guarnoni  | MRS Kawasaki                 | Kawasaki ZX-10R EVO        | 10   | +31.266   | 20º     | 2     |
| 15º  | 59 | Niccolò Canepa   | Althea Racing                | Ducati 1199 Panigale R EVO | 10   | +43.009   | 13º     | 1     |
| 16º  | 67 | Bryan Staring    | Iron Brain Grillini Kawasaki | Kawasaki ZX-10R EVO        | 10   | +46.127   | 23º     |       |
| 17º  | 32 | Sheridan Morais  | Iron Brain Grillini Kawasaki | Kawasaki ZX-10R EVO        | 10   | +58.167   | 17º     |       |
| 18º  | 10 | Imre Tóth        | BMW Team Toth                | BMW S1000 RR               | 10   | +1:00.017 | 24º     |       |
| 19º  | 56 | Péter Sebestyén  | BMW Team Toth                | BMW S1000 RR EVO           | 10   | +1:03.574 | 25º     |       |
| 20º  | 20 | Aaron Yates      | Hero EBR                     | EBR 1190 RX                | 10   | +1:13.522 | 27º     |       |

#### Ritirati
| Nº | Pilota               | Squadra                | Motocicletta        | Giri | Griglia |
| -- | -------------------- | ---------------------- | ------------------- | ---- | ------- |
| 98 | Romain Lanusse       | Team Pedercini         | Kawasaki ZX-10R EVO | 5    | 22º     |
| 21 | Alessandro Andreozzi | Team Pedercini         | Kawasaki ZX-10R EVO | 2    | 21º     |
| 9  | Fabien Foret         | Mahi Racing Team India | Kawasaki ZX-10R EVO | 0    | 19º     |

#### Non partiti
| Nº | Pilota        | Squadra                  | Motocicletta    | Griglia |
| -- | ------------- | ------------------------ | --------------- | ------- |
| 71 | Claudio Corti | MV Agusta RC-Yakhnich M. | MV Agusta F4 RR | 14º     |
| 99 | Geoff May     | Hero EBR                 | EBR 1190 RX     | 26º     |

#### Fuori classifica
La Bimota BB3, motocicletta portata in gara dal team Bimota Alstare, partecipa al campionato anche se non ha ancora ottenuto l'omologazione da parte della FIM, pertanto i piazzamenti dei due piloti non vengono considerati, quindi non gli vengono assegnati punti per le classifiche mondiali.
| Nº | Pilota          | Squadra        | Motocicletta   | Giri | Tempo   | Griglia |
| -- | --------------- | -------------- | -------------- | ---- | ------- | ------- |
| 86 | Ayrton Badovini | Bimota Alstare | Bimota BB3 EVO | 10   | +29.094 | 18º     |
| 2  | Christian Iddon | Bimota Alstare | Bimota BB3 EVO | 10   | +36.354 | 15º     |

## Supersport
Fonte
Terza vittoria stagionale in questa gara per il pilota olandese Michael van der Mark del team Pata Honda, con Jules Cluzel, autore della pole position, secondo sul traguardo alla guida della MV Agusta F3 675 del team MV Agusta RC-Yakhnich M.. Si classifica sul terzo gradino del podio Kenan Sofuoğlu con la Kawasaki ZX-6R.
La situazione nel mondiale piloti vede van der Mark rafforzare la sua prima posizione in classifica con 115 punti totali, con Cluzel che si porta al secondo posto con 82 punti (33 punti di ritardo dal primo posto) ed al terzo posto scende Florian Marino con 76 punti, con quest'ultimo che non consegue punti in questa gara a causa di una caduta.

### Arrivati al traguardo
| Pos. | Nº | Pilota               | Squadra                       | Motocicletta     | Giri | Tempo     | Griglia | Punti |
| ---- | -- | -------------------- | ----------------------------- | ---------------- | ---- | --------- | ------- | ----- |
| 1º   | 60 | Michael van der Mark | Pata Honda                    | Honda CBR600RR   | 14   | 30'23.854 | 3º      | 25    |
| 2º   | 16 | Jules Cluzel         | MV Agusta RC-Yakhnich M.      | MV Agusta F3 675 | 14   | +0.018    | 1º      | 20    |
| 3º   | 54 | Kenan Sofuoğlu       | Mahi Racing Team India        | Kawasaki ZX-6R   | 14   | +4.526    | 4º      | 16    |
| 4º   | 44 | Roberto Rolfo        | Team Go Eleven                | Kawasaki ZX-6R   | 14   | +4.651    | 5º      | 13    |
| 5º   | 26 | Lorenzo Zanetti      | Pata Honda                    | Honda CBR600RR   | 14   | +9.187    | 6º      | 11    |
| 6º   | 14 | Ratthapark Wilairot  | Core PTR Honda                | Honda CBR600RR   | 14   | +12.494   | 10º     | 10    |
| 7º   | 35 | Raffaele De Rosa     | CIA Insurance Honda           | Honda CBR600RR   | 14   | +13.515   | 13º     | 9     |
| 8º   | 99 | Patrick Jacobsen     | Kawasaki Intermoto Ponyexpres | Kawasaki ZX-6R   | 14   | +20.400   | 8º      | 8     |
| 9º   | 20 | Zaqhwan Zaidi        | SIC Racing                    | Honda CBR600RR   | 14   | +20.579   | 7º      | 7     |
| 10º  | 24 | Marco Bussolotti     | Team Lorini                   | Honda CBR600RR   | 14   | +29.038   | 14º     | 6     |
| 11º  | 11 | Christian Gamarino   | Team Go Eleven                | Kawasaki ZX-6R   | 14   | +33.204   | 16º     | 5     |
| 12º  | 84 | Riccardo Russo       | Team Lorini                   | Honda CBR600RR   | 14   | +39.729   | 17º     | 4     |
| 13º  | 10 | Alessandro Nocco     | San Carlo Puccetti Racing     | Kawasaki ZX-6R   | 14   | +48.739   | 15º     | 3     |
| 14º  | 65 | Vladimir Leonov      | MV Agusta RC-Yakhnich M.      | MV Agusta F3 675 | 14   | +50.260   | 18º     | 2     |
| 15º  | 9  | Tony Coveña          | Kawasaki Intermoto Ponyexpres | Kawasaki ZX-6R   | 14   | +1:02.471 | 22º     | 1     |
| 16º  | 89 | Fraser Rogers        | Com Plus SMS Racing           | Honda CBR600RR   | 14   | +1:17.358 | 20º     |       |

### Ritirati
| Nº  | Pilota            | Squadra                       | Motocicletta   | Giri | Griglia |
| --- | ----------------- | ----------------------------- | -------------- | ---- | ------- |
| 5   | Roberto Tamburini | San Carlo Puccetti Racing     | Kawasaki ZX-6R | 10   | 12º     |
| 4   | Jack Kennedy      | CIA Insurance Honda           | Honda CBR600RR | 10   | 9º      |
| 21  | Florian Marino    | Kawasaki Intermoto Ponyexpres | Kawasaki ZX-6R | 10   | 11º     |
| 61  | Fabio Menghi      | VFT Racing                    | Yamaha YZF R6  | 9    | 19º     |
| 7   | Nacho Calero      | CIA Insurance Honda           | Honda CBR600RR | 7    | 23º     |
| 88  | Kev Coghlan       | DMC Panavto-Yamaha            | Yamaha YZF R6  | 4    | 2º      |
| 161 | Alexey Ivanov     | DMC Panavto-Yamaha            | Yamaha YZF R6  | 1    | 21º     |